# الغرفة (إسبانيا)
بلدية الغرفة (بالإسبانية: Algorfa) هي بلدية تقع في مقاطعة لقنت التابعة لمنطقة بلنسية شرق إسبانيا.

## الديموغرافيا
بلغ عدد سكان بلدية الغرفة 4.625 نسمة عام 2011 (وفقاً للمعهد الوطني الإسباني للإحصاء).
| 1.140 | 1.220 | 1.589 | 2.297 | 3.645 | 4.346 | 4.625 |